# Autologie
Der Ausdruck Autologie (altgriechisch αὐτός autós, deutsch ‚selbst‘ und -logie) hat in der Sprachphilosophie unterschiedliche Bedeutungen.
Autologie bezeichnete früher die auf die eigene Person bezogene Rede (speziell das eitle, übermäßige Reden einer Person von sich selbst) oder eine Selbstbeschreibung (zum Beispiel in einer Autobiographie). Seit dem 17. Jahrhundert kann Autologie fachsprachlich das Studium des Ich, des Selbst bzw. des Menschen (Anthropologie) meinen – im Unterschied zur Betrachtung anderer Gegenstände. Seit dem 19. Jahrhundert findet sich eine Abgrenzung von Autologie und Heterologie im Sinne von wörtlicher versus übertragener Redeweise. 
In jüngerer Literatur kann Autologie auch diverse Varianten von Selbstreferenz bzw. Selbstreferenzialität meinen. 
- Ein derartiger Selbstbezug tritt z. B. in der Grelling-Nelson-Antinomie auf.
- Auch homologe sprachliche Ausdrücke sind Autologien. Ein homologer Ausdruck bezeichnet eine Eigenschaft, die er selbst besitzt, z. B. weist das Wort achtzehnbuchstabig selbst 18 Buchstaben auf.